# Octavio Dotel
Octavio Eduardo Dotel Diaz, né le 25 novembre 1973 à Saint-Domingue en République dominicaine et mort le 8 avril 2025, est un lanceur de relève droitier au baseball. 
Il évolue dans les Ligues majeures de baseball de 1999 à 2013. En quinze années, il joue pour 13 équipes différentes, un record. Le ratio de 10,8 retraits sur des prises par 9 manches lancées qu'il maintient en carrière est au moment de sa retraite le meilleur de l'histoire pour un lanceur droitier ayant travaillé au moins 900 manches. Il fait partie de l'équipe des Cardinals de Saint-Louis championne de la Série mondiale 2011.

## Carrière

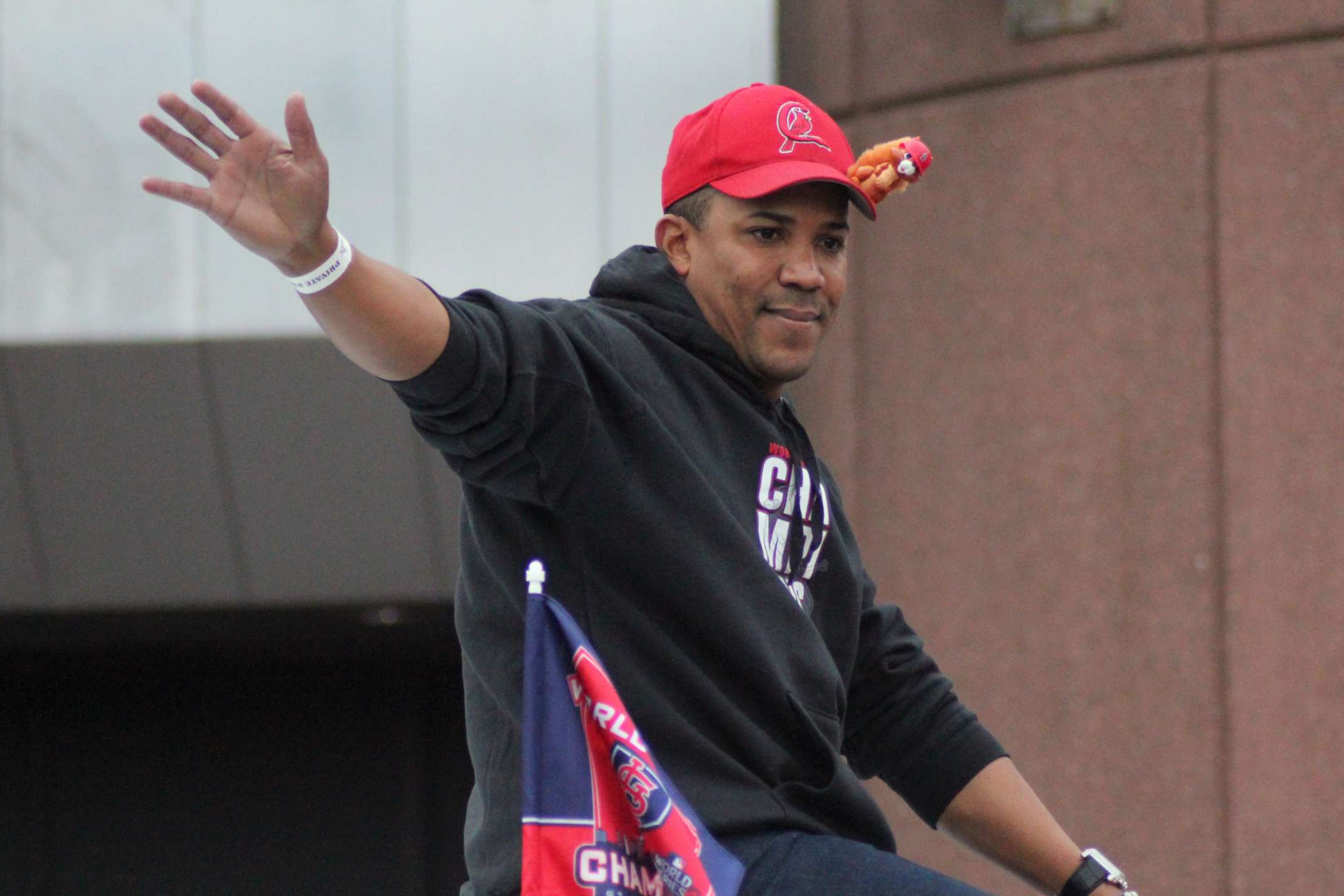
Octavio Dotel lors du défilé des champions de la Série mondiale le 30 octobre 2011 à Saint-Louis.

Octavio Dotel est recruté comme agent libre amateur en 1993 par les Mets de New York. Après cinq saisons en Ligues mineures au sein de l'organisation des Mets, il débute en Ligue majeure le 26 juin 1999.
Après ses débuts chez les Mets, il porte les couleurs des Astros de Houston (2000-2004), Athletics d'Oakland (2004-2005), Yankees de New York (2006), Royals de Kansas City (2007), Braves d'Atlanta (2007) puis des White Sox de Chicago qu’il rejoint le 22 janvier 2008.
Le 11 juin 2003, le lanceur partant Roy Oswalt et les releveurs Pete Munro, Kirk Saarloos, Brad Lidge, Dotel et Billy Wagner réussissent un match sans coup sûr combiné dans une victoire de 8-0 des Astros sur les Yankees de New York au Yankee Stadium. C'est la première fois qu'un match sans coup sûr combiné implique autant de lanceurs d'une même équipe.
Le 31 juillet 2010, après avoir amorcé l'année chez les Pirates de Pittsburgh (2-2, moyenne de 4,28 et 21 sauvetages en 41 sorties), Dotel est échangé aux Dodgers de Los Angeles en retour du releveur James McDonald et du voltigeur Andrew Lambo. Dotel a une fiche de 1-1, une moyenne de 3,38 et un sauvetage en 19 parties avec les Dodgers. Le 18 septembre, il est transféré aux Rockies du Colorado contre un joueur à être nommé plus tard.
En janvier 2011, Dotel signe une entente d'une saison avec les Blue Jays de Toronto.
Le 27 juillet 2011, les Blue Jays échangent aux Cardinals de Saint-Louis les lanceurs Dotel, Edwin Jackson et Marc Rzepczynski ainsi que le voltigeur Corey Patterson, en retour du voltigeur Colby Rasmus et des lanceurs Trever Miller, Brian Tallet et P. J. Walters. Dotel participe à la conquête de la Série mondiale 2011 par les Cardinals.
En décembre 2011, Dotel passe à sa 13e équipe en carrière alors qu'il accepte le contrat d'un an offert par les Tigers de Détroit. Le 7 avril 2012, à son premier match pour les Tigers, il joue pour sa 13e équipe différente et bat le record de 12 qu'il partageait avec Matt Stairs, Mike Morgan et Ron Villone. Il participe à une Série mondiale pour un deuxième automne consécutif, mais cette fois dans une cause perdante, Détroit s'inclinant en Série mondiale 2012 contre San Francisco.
Des maux de coude le limitent à 6 parties en 2013 et il annonce sa retraite après 15 saisons.
Octavio Dotel meurt le 8 avril 2025, des suites de blessures subies lors de l'effondrement du toit de la boîte de nuit Jet Set en République dominicaine.